# Masterplan - O Grande Mestre
Masterplan - O Grande Mestre - ou simplesmente Masterplan - foi um reality show exibido pela SIC em 2002 e apresentado por Herman José e Marisa Cruz. Este reality show celebrizou Gisela Serrano, que ficou conhecida como "mulher-furacão". O programa acompanhava, durante 24 horas por dia, a vida de dois concorrentes (um homem e uma mulher), separadamente, assim como dois desafiadores (também um homem e uma mulher), que tentavam tomar o lugar dos concorrentes do mesmo sexo. O programa foi um sucesso de audiências.
Os concorrentes tinham de executar as mais variadas tarefas. Gisela Serrano, a concorrente mais popular - e também quem conseguiu permanecer mais tempo como concorrente no Masterplan -, acabou por desistir em junho de 2002, citando cansaço, na altura. Apenas uma década mais tarde, afirmou publicamente que alguém da produção do programa lhe tinha dito que os resultados seriam manipulados para que ela não vencesse o concurso. Devido à sua desistência, acabou por não se qualificar para vencedora do Masterplan.  
No dia de estreia — 4 de março de 2002 — o Masterplan atingiu uma audiência média de 9,7% e, entre as 20 e as 22h30, foi o quinto programa mais visto.[carece de fontes?]
A música do genérico deste reality show chama-se "Sigo a Viagem", do duo feminino Gémeas (ex-participantes da versão portuguesa de Popstars). 

## Formato
O Masterplan português foi um programa original, ou seja, foi criado de raiz em Portugal, ao contrário da maioria dos reality shows emitidos no país, que são/foram adaptações de franchises internacionais. O programa foi inspirado no filme The Truman Show. O tempo de emissão era incerto e muito dependia do que iria acontecer. Foi previsto que o programa durasse, no máximo, um ano, mas acabou por ter uma emissão de seis meses. O formato foi vendido a estações de TV dos Países Baixos, da Suécia - o concurso revelou-se um flop de audiências em ambos os países, principalmente no primeiro - e dos EUA.[carece de fontes?]
No Masterplan, o dia a dia dos concorrentes era seguido por câmaras, 24 sobre 24 horas, passando depois na TV, em episódios de 30 minutos.
Os dois concorrentes viviam a experiência de estarem nas mãos do "Grande Mestre", um ser invisível, sem rosto, sem corpo e sem voz, que comandava todos os movimentos dos mesmos através de mensagens escritas (SMS) enviadas para os seus telemóveis. 
Semanalmente, os concorrentes eram confrontados com outros candidatos - os chamados "desafiadores" - que tinham de fazer o que fosse possível para os substituírem no concurso. À sexta-feira, nas chamadas "galas" em direto, os telespectadores votavam para decidir quem ficava ou abandonava o Masterplan, através do site oficial do concurso, de chamada telefónica ou de SMS.
Marisa Cruz apresentava os episódios de segunda a quinta, que retratavam o dia dos concorrentes, e Herman José apresentava as "galas".